# Ranixalidae
Los ranixálidos (Ranixalidae) son una familia de anfibios anuros compuesta por dos géneros y 17 especies. Anteriormente se consideraba incluida en Ranidae. Estas ranas se distribuyen por el centro y sur de la India.

## Taxonomía
Incluye los siguientes dos géneros:
- Indirana Laurent, 1986 (14 especies)
- Sallywalkerana Dahanukar, Modak, Krutha, Nameer, Padhye & Molur, 2016 (3 especies)